# Canonical XML
Canonical XML kan användas till datorer om man vill avgöra om två XML-dokument är logiskt identiska. Det räcker inte att jämföra XML-dokumenten ord för ord eller tecken för tecken. Deras innebörd kan vara densamma fastän det finns mindre program- eller plattformsspecifika skillnader mellan dem. Dessa skillnader har kanske inte någon betydelse för jämförelsen. Exempel på det är teckenkodning, vissa entiteter och attributens ordningsföljd. Eftersom dessa skillnader neutraliseras i den beskrivning och process av dokumentet som man gör i Canonical XML, kan man avgöra om två XML-dokument är logiskt identiska. Canonical XML används ofta vid jämförelser av Digitala signaturer.